# Duarig
Duarig  — французька компанія, що спеціалізувалася на виготовленні спортивного спорядження та текстильних виробів. Була заснована у 1886 році, у 2014-му припинила своє існування. У сезоні 1989 була офіційним виробником форми для київського «Динамо».